# Winter van 1999-2000
De winter van 1999-2000 was in Nederland een van de zachtste winters sinds het begin van de temperatuurwaarnemingen, met in De Bilt een gemiddelde temperatuur van 5,0 °C en een koudegetal van 3,6   
Bij het KMI in Ukkel lag de gemiddelde temperatuur met 4,7 °C iets minder hoog, waardoor deze winter in België, wat gemiddelde temperatuur betreft, niet tot de 10 zachtste winters sinds het begin van de metingen gerekend wordt. 
1974-1975 · 1988-1989  · 1989-1990  · 1999-2000 · 2006-2007 · 2013-2014 · 2014-2015 · 2015-2016 · 2019-2020